# Mascarvila
Mascarvila (francès Mascarville) és un municipi francès situat al departament de l'Alta Garona i a la regió d'Occitània.

## Monuments

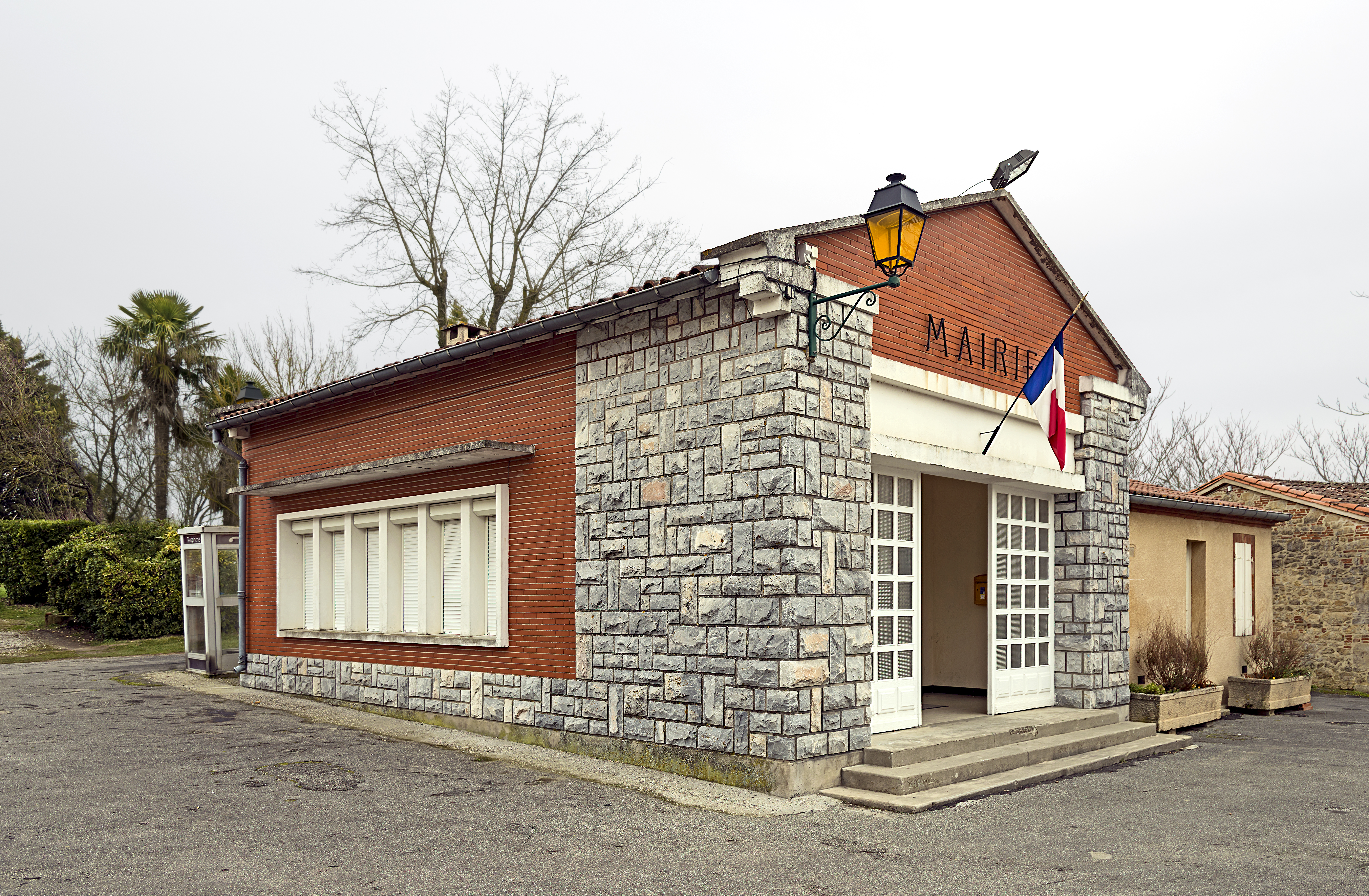
L'ajuntament.
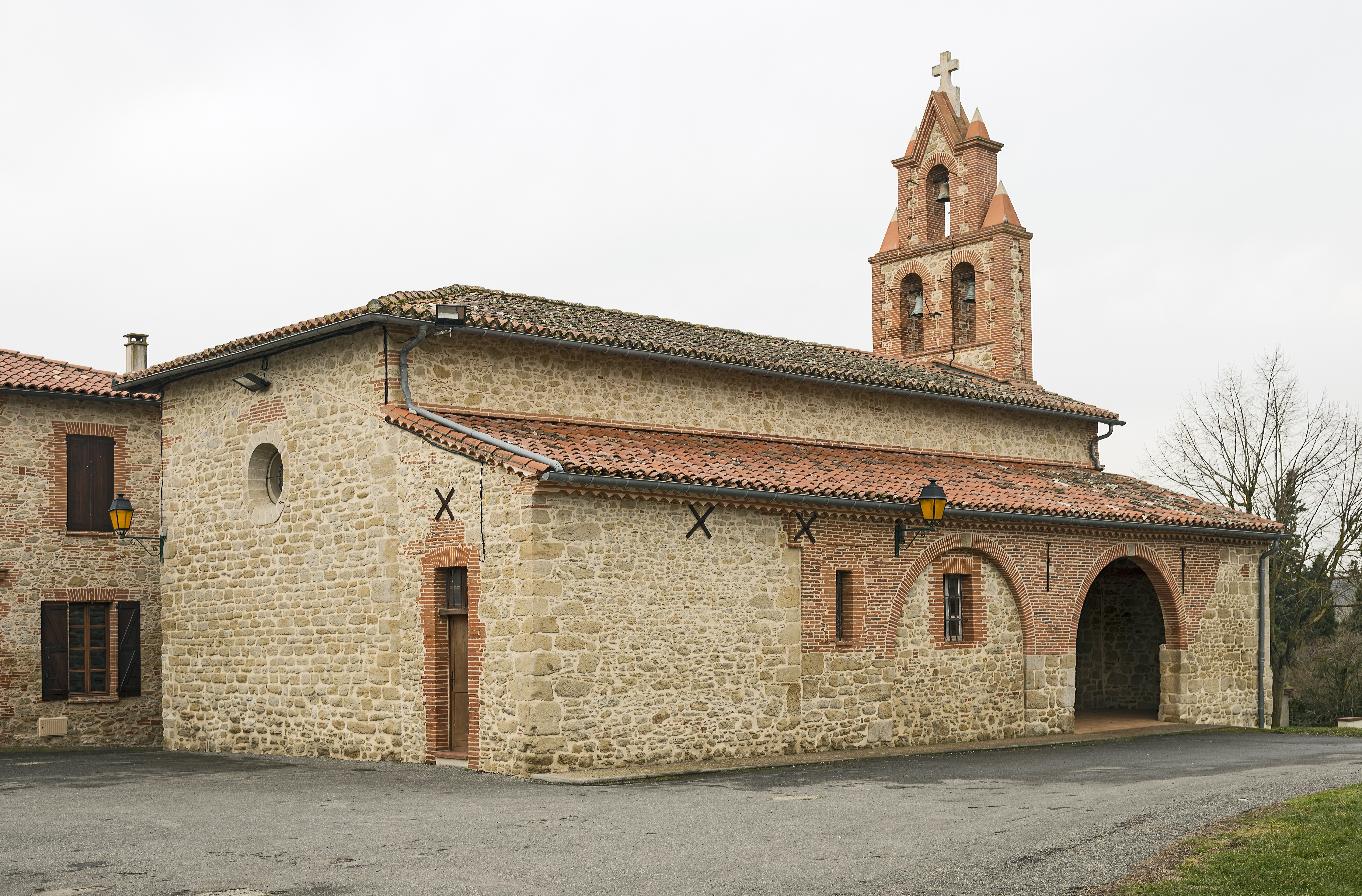
L'Església.
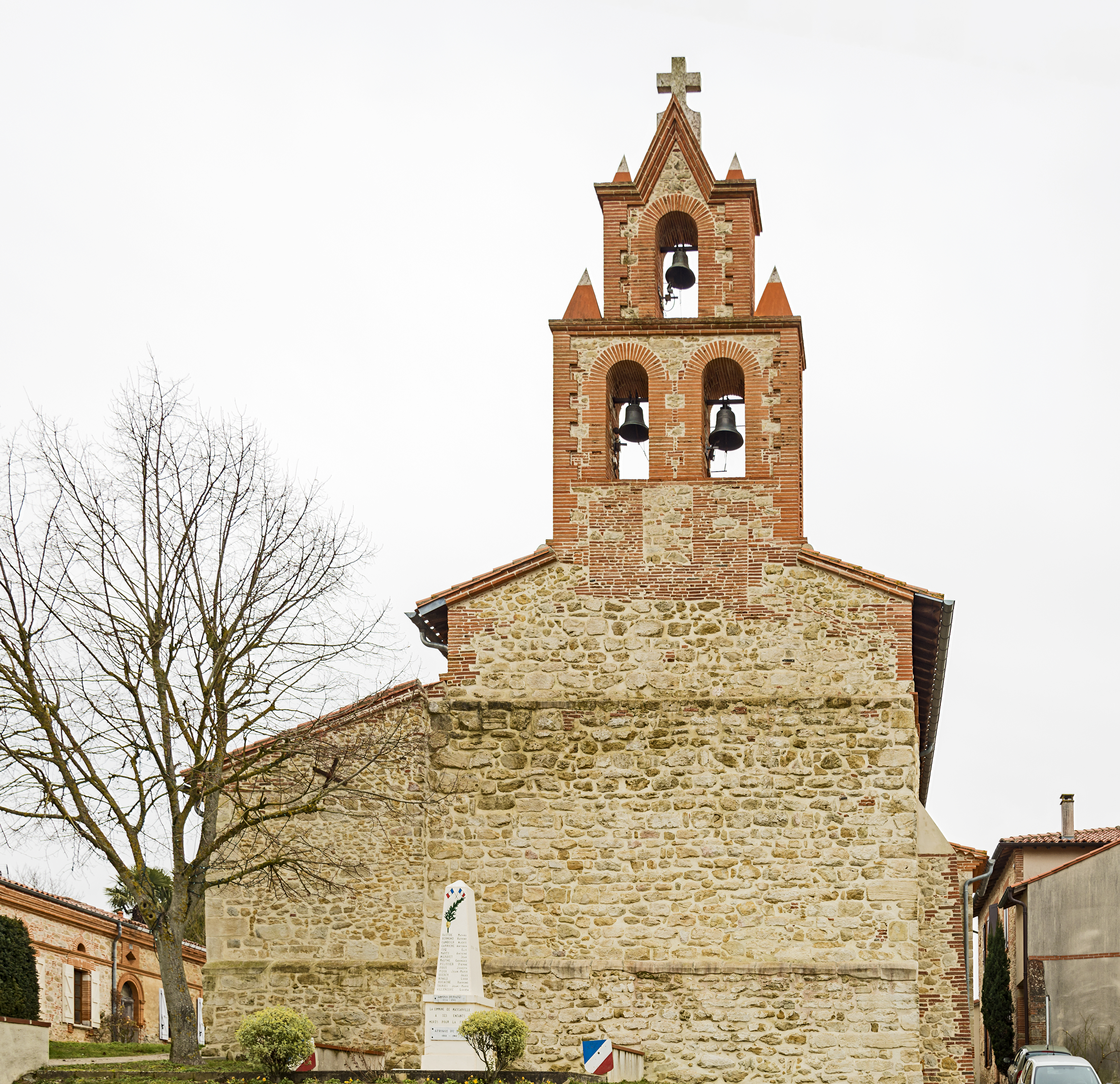
La torre del campanar.